# Mama Said
Mama Said – ballada rockowa amerykańskiego zespołu Metallica, zamieszczona na albumie Load z 1996 roku.
Znalazł się na 11 pozycji na krążku. Był również singlem promującym album. Jako singel został wydany w dwóch wersjach z różnymi dodatkami.
Utwór został skomponowany przez wokalistę Jamesa Hetfielda w hotelu, podczas jednej z tras koncertowych kapeli. Jest to jego bardzo osobisty utwór, ponieważ śpiewa w nim o swojej matce, o tym, że żałuje, że się od niej oddalił kiedy jeszcze żyła (matka Hetfielda zmarła na nieleczonego raka, gdy ten miał 16 lat). James stworzył tę piosenkę na gitarze elektrycznej, jednak zawsze wyobrażał ją sobie jako numer akustyczny i właśnie tak nagrał ją na Load. Dużą inspiracją do napisania tego utworu dla frontmana Metalliki była twórczość Waylona Jenningsa, Johnny’ego Casha i Hanka Williamsa. W komponowaniu muzyki miał swój wkład również Lars Ulrich.

## Mama Said na koncertach
„Mama Said” na żywo został wykonany tylko dwa razy, tuż po premierze albumu. Zagrał go sam Hetfield na gitarze akustycznej. Piosenka została nieco skrócona na koncercie, trwała 4 minuty i 32 sekundy. Było to podczas trasy „Load Tour”, 13 listopada 1996 roku. Drugi raz Hetfield zagrał utwór w Szwecji w „Sverige-Sovjet” w stacji „SVT” w pewnym programie telewizyjnym, który prowadził Anders Lundin. Było to również w 1996 roku.

## Teledysk
Teledysk do utworu jest trochę skrócony. Uwaga skupiona jest przede wszystkim na Jamesie, reszta zespołu pokazana jest tylko w jednym momencie. Fakt ten jest zrozumiały, ponieważ to piosenka frontmana zespołu. W klipie podróżuje on na tylnym siedzeniu starego samochodu z gitarą w ręku i śpiewa. Ma na sobie kowbojski kapelusz co jest charakterystyczne dla muzyki country. Samochód najpierw jedzie przez pustkowia i prerie, po czym wjeżdża do Las Vegas. Gdy klip się kończy kamera się oddala i okazuje się, że James wcale nie jechał samochodem, i że znajduje się on na jakimś planie filmowym. Wstaje z siedzenia, zabiera konia i wychodzi poza kadr. Teledysk daje wiele możliwości interpretacji. Jego reżyserem jest Anton Corbijn.

## Twórcy
- James Hetfield – gitara rytmiczna, śpiew
- Lars Ulrich – perkusja
- Kirk Hammett – gitara prowadząca
- Jason Newsted – gitara basowa
- Bob Rock – producent

## Lista utworów na singlach
CD 1
1. „Mama Said”
2. „King Nothing” (na żywo)
3. „Whiplash” (na żywo)
4. „Mama Said” (wersja skrócona)

CD 2
1. „Mama Said”
2. „So What” (na żywo)
3. „Creeping Death” (na żywo)
4. „Mama Said” (wczesna wersja demo)